# Rob Horne
Pour les articles homonymes, voir Robert Horne et Horne.

a Compétitions nationales et continentales officielles uniquement.

b Matchs officiels uniquement.
Dernière mise à jour le 4 mai 2020.
Robert Horne, né le 15 août 1989 à Sydney en Nouvelles-Galles du Sud, est un joueur de rugby à XV australien. Il évolue au poste de centre au sein du club anglais des Northampton Saints en Aviva Premiership.

## Carrière
Rob Horne s'est imposé dès sa sortie du lycée comme un des plus grands espoirs Australiens au poste de centre. Après une saison au sein du Southern Districts Rugby Club, il intègre les Waratahs avec un contrat junior dès l'année suivante. Ses débuts en Super 14 se font face aux Brumbies en remplacement de Timana Tahu. Il se révèle dans cette édition du tournoi grâce à un placage destructeur asséné à François Steyn en demi-finale. Titulaire au poste de deuxième centre à la fin du tournoi 2009, il devra se partager le poste avec Rory Sidey pour l'édition 2010.
Horne a été membre de toutes les sélections espoirs des Wallabies. Convoqué par Robbie Deans pour participer à la tournée d'automne 2009, il se blesse au cours de la préparation et est remplacé par Tyrone Smith. Il fut également membre de l'équipe d'Australie de rugby à sept en 2008.
Il rejoindra l'Angleterre pour jouer avec les Northampton Saints à partir de la saison 2017-2018. Dès sa première saison, il est nommé dans l'équipe type de Premiership.

## Palmarès

### En club
- Waratahs
  - Finaliste du Super 14 en 2008
  - Vainqueur du Super 15 en 2014

### Distinctions personnelles
- Membre de l'équipe type du Championnat d'Angleterre en 2018

## Statistiques
Au 24 novembre 2017, Rob Horne compte 34 sélections avec les Wallabies, depuis le 5 juin 2010 à Canberra face à l'équipe des Fidji.
Parmi ces sélections, il compte 12 sélections en Rugby Championship.